# Loan Doanh
Loan Doanh (giản thể: 栾盈; phồn thể: 欒盈, bính âm: Luán Yíng, ?-550 TCN), còn có tên là Loan Sính (栾逞) tức Loan Hoài tử (栾怀子), là đại phu nước Tấn thời Xuân Thu trong lịch sử Trung Quốc.

## Thân thế
Tổ tiên của họ Loan là Tân Phụ, vốn mang họ Cơ, thuộc dòng dõi tông thất nước Tấn. Tân Phụ có công phò tá Khúc Ốc Hoàn Thúc tranh ngôi với chi trưởng nên được phong ở ấp Loan, từ đó lấy chữ Loan làm họ, truyền dần đến đời Loan Chỉ. Loan Chỉ theo giúp Tấn Văn công xưng bá chư hầu, được phong làm Hạ quân tướng, thống lĩnh Hạ quân, từ đó trở nên một gia tộc lớn. Loan Chỉ sinh Loan Thuẫn, Loan Thuẫn sinh Loan Thư. Loan Thư làm chính khanh nước Tấn suốt 14 năm từ 587 TCN đến 573 TCN, tham gia vào cuộc lật đổ và giết chết Tấn Lệ công. Loan Thư sinh Loan Yểm, Loan Yểm sinh Loan Doanh.
Sau khi Tấn Bình công lên nối ngôi, phong cho Loan Doanh làm Hạ quân tá, đến năm 556 TCN, Loan Yểm mất, Loan Doanh được thăng làm Hạ quân tướng.

## Trốn sang nước Tề
Nguyên mẹ của Loan Doanh là Phạm Kì, con gái của Sĩ Mang (hay Phạm Mang), tông chủ của họ Phạm. Tuy nhiên họ Loan và con Phạm Mang là Phạm Ưởng (tức cậu ruột của Loan Doanh) lại có hiềm khích, Phạm Kì đứng về phe Sĩ Ưởng. Năm 552 TCN, Phạm Ưởng và Phạm Kì gièm pha với Tấn Bình công là Loan Doanh muốn tạo phản. Bình công nghe theo, bắt tội Loan Doanh. Loan Doanh phải chạy sang nước Tề. Tề Trang công thu nhận và đối đãi rất hậu để dùng làm con bài chống Tấn. Đại phu Án Anh và Điền Tu Vô can nhưng vua Tề không nghe.

## Theo Tề phản Tấn
Dưới quyền Loan Doanh có các lực sĩ Đốc Nhung, Châu Xước, Hình Khoái, Trung Hàng Hỉ, Trí Khởi. Năm 550 TCN, Tề Trang công giúp quân cho Loan Doanh lẻn về thành Khúc Ốc nước Tấn, chiếm được Khúc Ốc; còn vua Tề mang quân theo sau, tiến tới núi Thái Hàng, vào Mãnh Môn.
Loan Doanh muốn lật đổ quyền hành của các đại phu nước Tấn, bèn tập hợp lực lượng ở thành Khúc Ốc. Nhiều người trong thành Khúc Ốc ủng hộ Loan Doanh. Tuy nhiên trong số lục khanh, chỉ có họ Ngụy có quan hệ tốt với họ Loan, nên ông ngầm sai người về Giáng đô nhờ Ngụy Thư giúp làm nội ứng.
Tháng 4 năm 550 TCN, Loan Doanh mang quân đánh úp Giáng đô. Giáng đô không kịp phòng bị nên thất thủ. Tấn Bình công sợ hãi toan tự sát. Phạm Mang (ông ngoại Loan Doanh) ngăn lại, đưa Tấn Bình công chạy sang Cố cung. Sĩ Ưởng dò biết Ngụy Thư định giúp cho Loan Doanh, tìm cách ngăn trở khiến Ngụy Thư bị giữ chân trong triều, không thể ra mặt điều quân giúp họ Loan. Sau Ngụy Thư bỏ họ Loan theo quân Tấn.

## Diệt tộc ở Khúc Ốc
Dưới trướng Loan Doanh có võ sĩ Đốc Nhung rất khỏe, quân Tấn không ai địch nổi. Đầy tớ của Phạm Mang là Phi Báo đang bị tù tội, xin được xóa án để ra đánh Đốc Nhung. Phạm Mang nhận lời. Phi Báo ra đánh với Đốc Nhung một lúc rồi vờ thua chạy, nhằm bức tường nhảy qua núp chờ. Đốc Nhung hăng hái nhảy qua tường tìm Phi Báo, bị Phi Báo đâm từ phía sau chết tại trận.
Tin Đốc Nhung bị khiến quân Loan Doanh nhụt chí. Phạm Mang điều quân ra đánh. Các tướng họ Loan là Loan Nhạc bị giết, Loan Phường bị thương. Loan Doanh bại trận, phải bỏ chạy về Khúc Ốc cố thủ. Tấn Bình công sai cha con Phạm Mang và Ngụy Thư dẫn quân đuổi theo vây đánh.
Chỉ một tháng sau, quân Tấn hạ được thành Khúc Ốc. Loan Doanh bị bắt và bị giết. Tấn Bình công ra lệnh giết sạch toàn bộ gia tộc họ Loan, chỉ còn Loan Phường trốn thoát sang nước Tống. Tề Trang công đóng quân ở ngoài, nghe tin Loan Doanh thua trận phải lui về.
Không rõ Loan Doanh sinh năm nào nên không biết lúc mất ông được bao nhiêu tuổi. Sau thất bại của Loan Doanh, họ Loan cũng bị diệt tộc.